# Automeris orneatoides
Automeris orneatoides är en fjärilsart som beskrevs av Lemaire 1966. Automeris orneatoides ingår i släktet Automeris och familjen påfågelsspinnare. Inga underarter finns listade i Catalogue of Life.